# Gotham Independent Film Awards 2008
La 18ª edizione dei Gotham Independent Film Awards si è svolta il 2 dicembre 2008 al Cipriani Wall Street di New York ed è stata presentata da Aasif Mandvi.
Le candidature sono state annunciate il 20 ottobre 2008.

## Vincitori e candidati
I vincitori sono indicati in grassetto, a seguire gli altri candidati.

### Miglior film
- Frozen River - Fiume di ghiaccio (Frozen River), regia di Courtney Hunt
- Synecdoche, New York, regia di Charlie Kaufman
- L'ospite inatteso (The Visitor), regia di Tom McCarthy
- The Wrestler, regia di Darren Aronofsky
- Ballast, regia di Lance Hammer

### Miglior documentario
- Trouble the Water, regia di Carl Deal e Tia Lessin
- Chris & Don: A Love Story, regia di Guido Santi e Tina Mascara
- Roman Polanski: Wanted and Desired, regia di Marina Zenovich
- Man on Wire - Un uomo tra le Torri (Man on Wire), regia di James Marsh
- Encounters at the End of the World, regia di Werner Herzog

### Miglior interprete emergente
- Melissa Leo - Frozen River - Fiume di ghiaccio (Frozen River)
- Pedro Castaneda - August Evening
- Rosemarie DeWitt - Rachel sta per sposarsi (Rachel Getting Married)
- Rebecca Hall - Vicky Cristina Barcelona
- Alejandro Polanco - Chop Shop
- Micheal J. Smith Sr. - Ballast

### Miglior cast
- Synecdoche, New York

Philip Seymour Hoffman, Samantha Morton, Michelle Williams, Catherine Keener, Emily Watson, Dianne Wiest, Jennifer Jason Leigh, Hope Davis e Tom Noonan
- Vicky Cristina Barcelona

Scarlett Johansson, Rebecca Hall, Javier Bardem e Penelope Cruz
- Ballast

Micheal J. Smith, Sr., JimMyron Ross, Tarra Riggs e Johnny McPhail
- L'ospite inatteso (The Visitor)

Richard Jenkins, Hiam Abbas, Haaz Sleiman e Danai Gurira
- Rachel sta per sposarsi (Rachel Getting Married)

Anne Hathaway, Rosemarie DeWitt, Bill Irwin, Tunde Adebimpe, Mather Zickel, Anna Deavere Smith, Anisa George e Debra Winger

### Miglior regista emergente
- Lance Hammer - Ballast
- Antonio Campos - Afterschool
- Dennis Dortch - A Good Day to Be Black and Sexy
- Barry Jenkins - Medicine for Melancholy
- Alex Rivera - Sleep Dealer

### Miglior film non proiettato in un cinema vicino
- Sita Sings the Blues, regia di Nina Paley
- Afterschool, regia di Antonio Campos
- Meadowlark, regia di Taylor Greeson
- The New Year Parade, regia di Tom Quinn
- Wellness, regia di Jake Mahaffy

### Premio alla carriera
- Penélope Cruz[4]
- Sheila Nevins
- Melvin Van Peebles
- Gus Van Sant